# Dodge & Burn
Dodge & Burn è il terzo album in studio della band rock americana The Dead Weather. La pubblicazione è prevista per il 25 settembre 2015, sotto l'etichetta Third Man Records.

## Tracce
1. I Feel Love (Every Million Miles) -
2. Buzzkill(er) - 3:05
3. Let Me Through -
4. Three Dollar Hat -
5. Lose The Right -
6. Rough Detective -
7. Open Up (That's Enough) - 3:53
8. Be Still -
9. Mile Markers -
10. Cop and Go -
11. Too Bad -
12. Impossible Winner -